# Polydesmus liberiensis
Polydesmus liberiensis är en mångfotingart som beskrevs av Peters 1864. Polydesmus liberiensis ingår i släktet Polydesmus och familjen plattdubbelfotingar. Inga underarter finns listade i Catalogue of Life.